# PYCR2
PYCR2 (англ. Pyrroline-5-carboxylate reductase 2) – білок, який кодується однойменним геном, розташованим у людей на короткому плечі 1-ї хромосоми.  Довжина поліпептидного ланцюга білка становить 320 амінокислот, а молекулярна маса — 33 637.
| 10         |  | 20         |  | 30         |  | 40         |  | 50         |
| ---------- |  | ---------- |  | ---------- |  | ---------- |  | ---------- |
| MSVGFIGAGQ |  | LAYALARGFT |  | AAGILSAHKI |  | IASSPEMNLP |  | TVSALRKMGV |
| NLTRSNKETV |  | KHSDVLFLAV |  | KPHIIPFILD |  | EIGADVQARH |  | IVVSCAAGVT |
| ISSVEKKLMA |  | FQPAPKVIRC |  | MTNTPVVVQE |  | GATVYATGTH |  | ALVEDGQLLE |
| QLMSSVGFCT |  | EVEEDLIDAV |  | TGLSGSGPAY |  | AFMALDALAD |  | GGVKMGLPRR |
| LAIQLGAQAL |  | LGAAKMLLDS |  | EQHPCQLKDN |  | VCSPGGATIH |  | ALHFLESGGF |
| RSLLINAVEA |  | SCIRTRELQS |  | MADQEKISPA |  | ALKKTLLDRV |  | KLESPTVSTL |
| TPSSPGKLLT |  | RSLALGGKKD |  |            |  |            |  |            |

A: Аланін

C: Цистеїн

D: Аспарагінова кислота

E: Глутамінова кислота

F: Фенілаланін

G: Гліцин

H: Гістидин

I: Ізолейцин

K: Лізин

L: Лейцин

M: Метіонін

N: Аспарагін

P: Пролін

Q: Глутамін

R: Аргінін

S: Серин

T: Треонін

V: Валін

Кодований геном білок за функціями належить до оксидоредуктаз, фосфопротеїнів. 
Задіяний у таких біологічних процесах як біосинтез амінокислот, біосинтез проліну, ацетиляція. 
Білок має сайт для зв'язування з НАДФ. 
Локалізований у цитоплазмі, мітохондрії.